# 크라우디드
《크라우디드》(영어: The Crowded Room)는 애플 TV+에서 2023년 6월 9일부터 7월 28일까지 공개된 심리 스릴러 미니시리즈이다. 해리성 정체성 장애 범죄자 빌리 밀리건의 실화를 바탕으로 한 작품으로, 대니얼 키스의 논픽션 "빌리 밀리건"이 원작이다.
주연 톰 홀랜드는 이 작품을 통해 2024년 제29회 크리틱스 초이스 텔레비전상에서 미니시리즈·텔레비전 영화 부문 남우주연상 후보에 올랐다.

## 개요
1979년의 맨해튼을 배경으로, 총격 사건 관련 혐의로 체포된 청년 대니 설리번과 그 이면의 수수께끼를 수사하는 심리 스릴러.

## 출연
주연
- 톰 홀랜드 - 대니 설리번 역
  - 재커리 골린저 - 대니 아역 역
- 어맨다 사이프레드 - 라이아 굿윈 역
- 사샤 레인 - 아리아나 앳킨슨 역
- 윌 체이스 - 말린 리드 역
- 리오르 라즈 - 이츠하크 사프디 역
- 에미 로섬 - 캔디 설리번 역

조연
- 에마 레어드 - 애너벨 스톤 역
- 러본 호크 - 조니 역
- 토머스 서다우스키 - 매티 던 역
- 샘 바솔로메오스 - 마이크 역
- 크리스토퍼 애벗 - 스탠 커미사 역
- 제이슨 아이작스 - 잭 램 역
- 카먼 이조고 - 퍼트리샤 리처즈 역

특별 출연
- 라일라 로빈스 - 수지 역
- 프랭크 우드 - 마틴 휴스 학과장 역
- 헨리 아이컨베리 - 더그 역
- 캐머런 더글러스 - 감방 동료 역
- 엔히 자가 - 필립 역
- 어키바 골즈먼 - 의사 역